# Jumbo Kingdom
Le Jumbo Kingdom (珍寶王國) était un complexe flottant composé du restaurant flottant Jumbo (珍寶海鮮舫) et du restaurant flottant Tai Pak (太白海鮮舫), situé à Hong Kong dans l'abri sud à typhons d'Aberdeen (en). Attraction touristique, il avait accueilli plus de 30 millions de visiteurs depuis son ouverture en 1976, dont Élisabeth II, Tom Cruise, Chow Yun-fat, et Gong Li. Il a également existé un autre Jumbo Kingdom dans la baie de Manille aux Philippines, mais qui a fermé ses portes après 8 ans d'exploitation. Le Jumbo Kingdom faisait partie de Melco International Development (en), une société cotée à la bourse de Hong Kong. Il quitte la ville le 14 juin 2022 à la suite des pertes financières avant de chavirer le 21 juin, au large des îles Paracels.

## Histoire
Des restaurants flottants apparaissent dans l'abri à typhons peu après la Seconde Guerre mondiale. Le restaurant flottant Sea Palace (海角皇宮) est par exemple vendu et remorqué en Australie.
Un deuxième Sea Palace est vendu à Stanley Ho et déplacé à Macao pour devenir un casino flottant sous le nom de Macau Palace fonctionnant jusqu'en 2007 puis mis au rebut.
Le restaurant flottant Tai Pak est créé en 1952, lorsque Wong Lo-kat achète un bateau, le transformant en un restaurant flottant de 32 mètres de long. Le deuxième restaurant flottant Tai Pak fonctionne à partir du pic Castle, aujourd'hui Tuen Mun, et est vendu et transféré au Guangxi dans les années 1980.
Le 30 octobre 1971, un incendie à 4 alarmes se déclare au restaurant flottant Jumbo juste avant son ouverture et fait 34 morts et 42 blessés,,,. Le nouveau restaurant flottant Jumbo est construit aux chantiers navals de Kowloon Chung Hwa à Yau Tong (en).
Le Jumbo Kingdom est ouvert en octobre 1976 par Stanley Ho après quatre ans de travaux et plus de 30 millions HK$,. Il est à l'origine décoré dans le style d'un ancien palais impérial chinois.
En 2000, deux remorqueurs amènent l'une des barges flottantes (Sea Palace) du port d'Aberdeen à l'embouchure de la baie de Manille où elle est rebaptisée « Jumbo Kingdom Manila ». Une grande partie de la rénovation de style ancien palais impérial chinois d'origine est conservée. Cependant, ce restaurant ferme en 2008.
Le Jumbo Kingdom subit une rénovation majeure de plusieurs millions de dollars en 2003.
Le 1er mars 2020, le restaurant annonce qu'il serait fermé jusqu'à nouvel ordre et licencie tout son personnel en raison de la pandémie de Covid-19.
Le 30 mai 2022, la société mère Aberdeen Restaurant Enterprises a annoncé que le restaurant quitterait Hong Kong en juin 2022. Aberdeen Restaurant Enterprises Limited a proposé de faire don du restaurant flottant gratuitement, mais sans succès car toutes les parties intéressées ont cité des coûts d'exploitation élevés. Vers 23 heures le 31 mai, le bateau-cuisine du restaurant a commencé à gîter après une brèche dans la coque. Cela s'est produit alors que des préparatifs étaient en cours pour remorquer le restaurant ailleurs. Aucune victime n'a été signalée. Jumbo Kingdom a finalement été remorqué hors de Hong Kong le 14 juin 2022, bien que le bateau-cuisine ait été abandonné.
Après son départ de Hong Kong, le bateau a chaviré le 19 juin dans la mer de Chine méridionale, au large des îles Paracels. L'accident, causé par une mauvaise météo, selon Aberdeen Restaurant Enterprises, n'a pas fait de blessés parmi l'équipage, mais son sauvetage serait difficile en raison de la profondeur des eaux (1 000 mètres) à cet endroit,,. Le 24 juin, Aberdeen Restaurant Enterprises affirme toutefois que le Jumbo Kingdom n'a pas coulé.

## Attractions

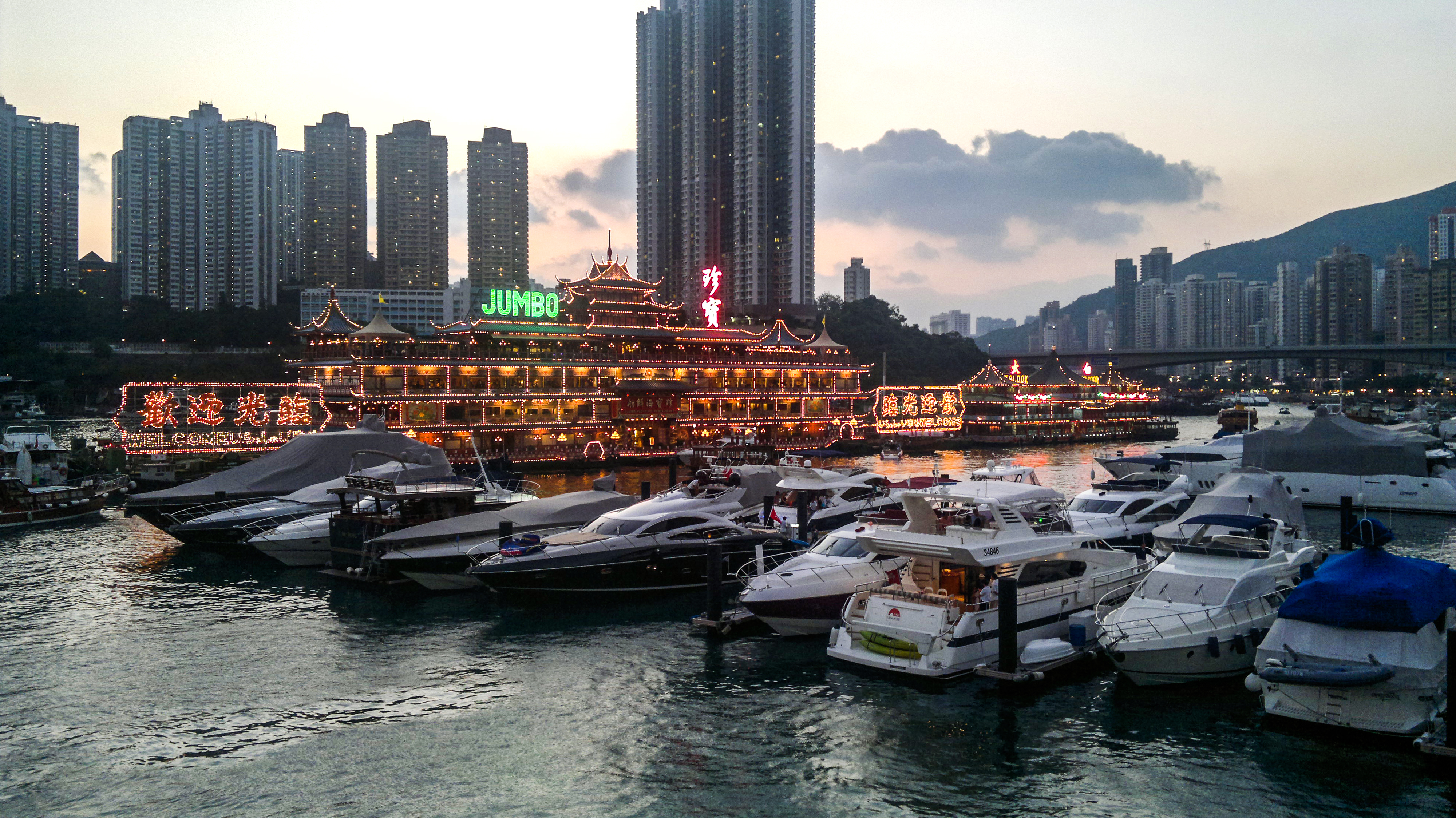
Le restaurant au milieu de l'abri à typhons.

- Pont supérieur : Un restaurant et un bar situés sur le pont supérieur du Jumbo qui sert des dimsum. Il a ouvert ses portes en 2005 et est géré par le groupe Cafe Deco[17].
- Cour du dragon : La cour du dragon est un restaurant chinois raffiné qui sert une cuisine cantonaise authentique et innovante située sur le premier pont du Jumbo. La décoration intérieure du restaurant est un mélange de style de la dynastie Ming et de style chinois contemporain.
- École de cuisine : Une école culinaire chinoise enseignée par les chefs de Jumbo Kingdom.
- Repas sur sampan : Repas de fruits de mer sur un sampan, comme cela se pratiquait autrefois.
- Jardin de thé chinois
- Place de la jetée
- Exposition de bronzes
- Jardin du vin

Une zone de restauration traditionnelle de style hongkongais est attribuée au 4e étage du Jumbo Kingdom, nommé SO-Kee Coffee Shop (蘇記茶檔), où sont proposés entre autres des sandwichs, des hot-dogs, des nouilles, des boissons non alcoolisées, du café et du thé à de faibles prix.

## Dans la culture populaire
- Le restaurant flottant Jumbo apparaît dans Le Retour du Chinois (1985) avec Jackie Chan[2], The God of Cookery (1996)[18], Godzilla vs Destroyah[19], Infernal Affairs 2[18] et Contagion (2011).
- Le restaurant flottant Tai Pak est présent dans La Colline de l'adieu (1955)[3] et Opération Dragon (1973)[3].
- Le Sea Palace,un autre restaurant flottant du même secteur, apparaît dans Le Monde de Suzie Wong (1960), Opération Dragon[3], Bons baisers de Hong Kong (1975) et dans le James Bond L'Homme au pistolet d'or (1974)[20].
- Le Jumbo Kingdom est présent dans les jeux vidéo Fatal Fury 2 et Fatal Fury Special de SNK, servant de décor au personnage de Cheng Sinzan.

Il apparaît dans la téléréalité The Amazing Race 17 (en), ainsi que dans la première saison (en) de la version australienne (en) de The Amazing Race et dans quelques génériques d'ouverture de The Amazing Race Asia (en).
La mini-série britannique Noble House (en) montre le complexe détruit par un incendie.
Le jeu vidéo Sleeping Dogs présente une mission se déroulant dans un restaurant flottant basé sur le Jumbo Kingdom dans une version semi-fictive de Hong Kong.
L'anime japonais Mister Ajikko a également quelques épisodes avec le restaurant flottant Jumbo comme décor. Cependant, l'établissement est montré dans Victoria Harbour, plutôt que dans l'abri sud à typhons d'Aberdeen (en), sa réelle localisation.

## Accès
Le Jumbo Kingdom était accessible gratuitement par bateau-navette depuis la promenade d'Aberdeen (en) ou  depuis l'embarcadère de Sham Wan.

## Galerie

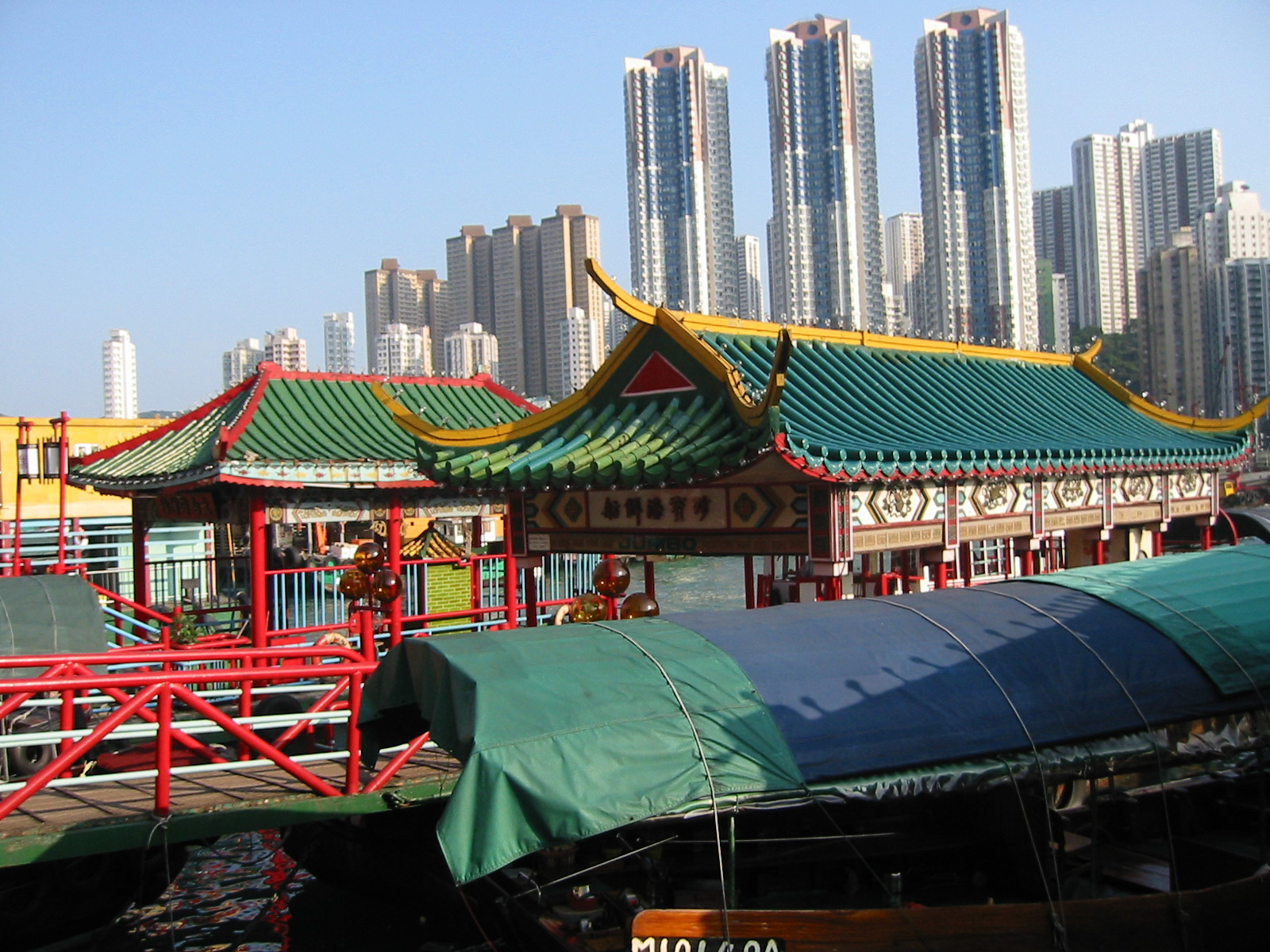
L'embarcadère du Jumbo Kingdom le long de la promenade d'Aberdeen (en).
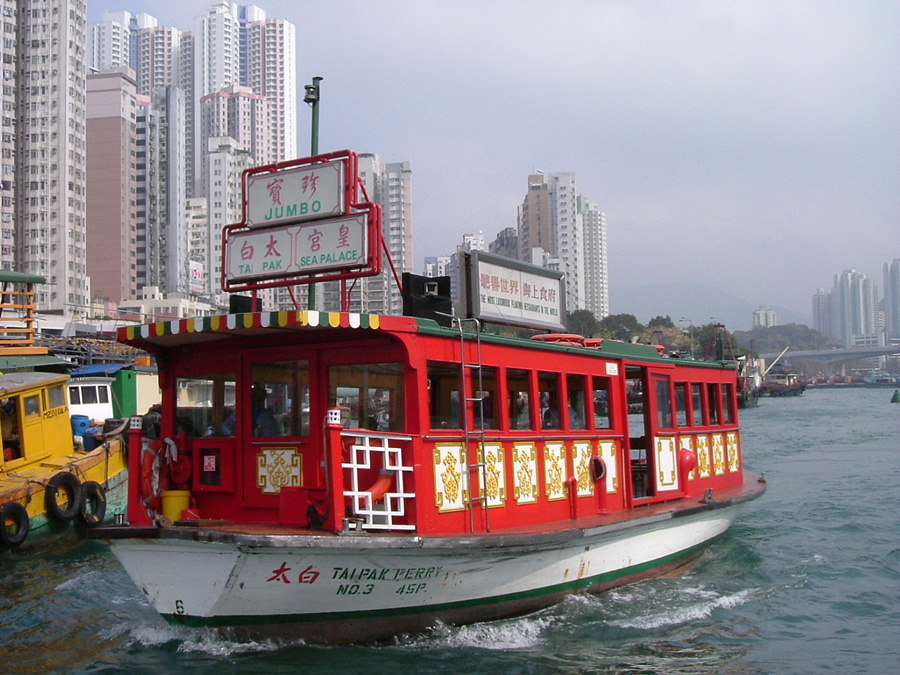
Bateau-navette jusqu'au restaurant.
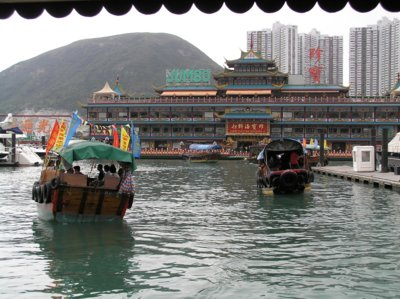
Vue éloignée.
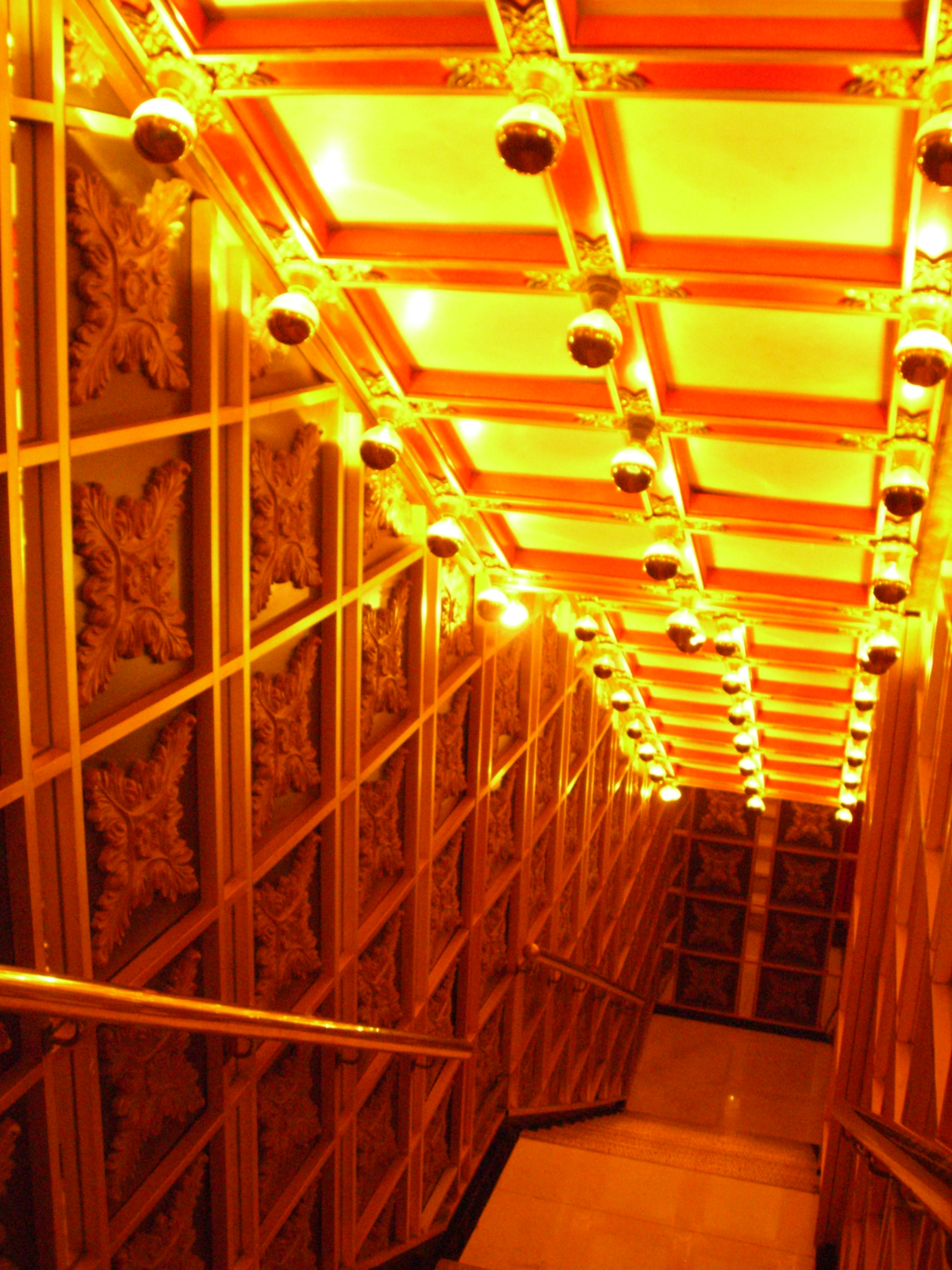
Escalier menant au pont supérieur.
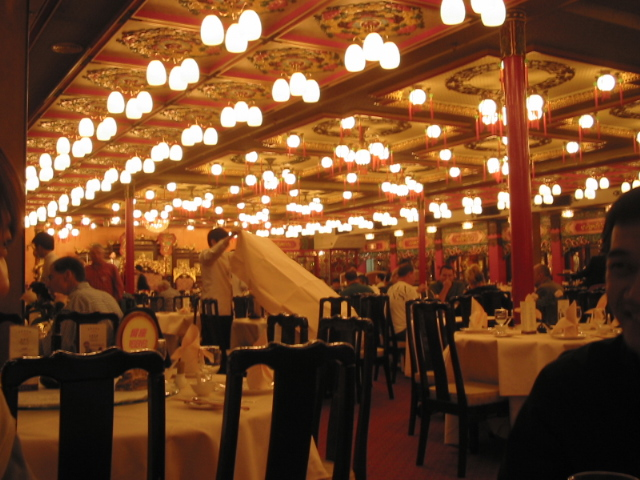
Intérieur de la cour du dragon.
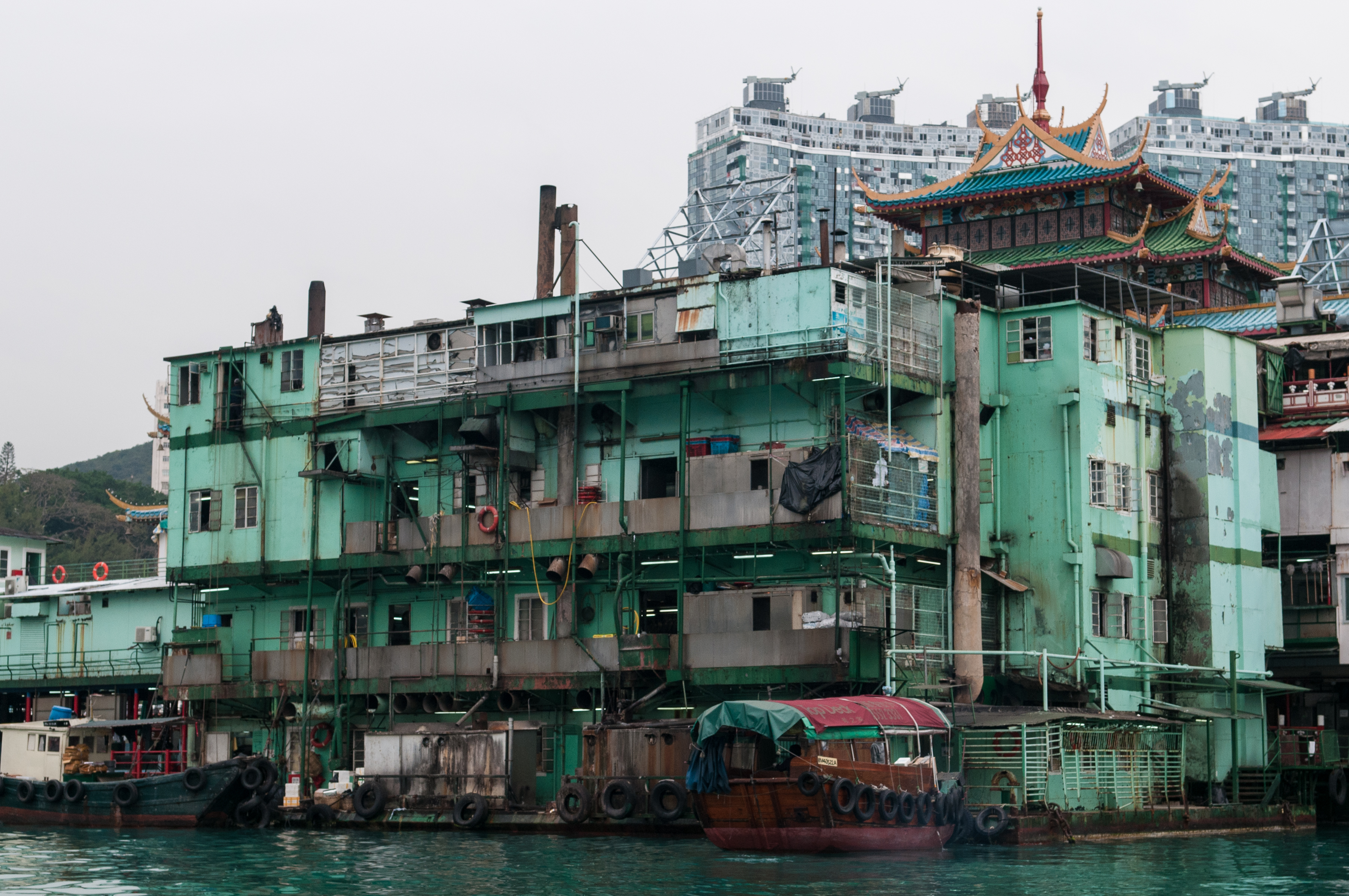
L'arrière du Jumbo Kingdom.